# 桌让错
桌让错是一个位于中国青海省果洛藏族自治州的湖泊，面积约为11.8平方千米，属于青藏高原。它的一级流域为黄河流域，二级流域为黄河干流水系。